# André Pochon
Pour les articles homonymes, voir Pochon.
André Pochon né le 1er septembre 1931 à Saint-Mayeux (Côtes-du-Nord) est un agriculteur français.
Actif à Saint-Bihy (Côtes-d'Armor), il est connu pour être l'un des promoteurs de l'agriculture paysanne et de l'agriculture durable. Il a été distingué par l'Institut culturel de Bretagne pour son œuvre en faveur de la Bretagne en recevant en 2011 le collier de l'ordre de l'Hermine.

## Critique de l'agriculture productiviste
Dans ses différents livres, ainsi que dans ses nombreuses interventions publiques, André Pochon fait la critique de l'agriculture productiviste. Il met notamment en avant les dégâts écologiques du productivisme, notamment à travers certaines pratiques telles que la culture du maïs ou les élevages hors-sol. Il souligne aussi que ce système économique pénalise avant tout les agriculteurs, mono-actifs, donc dépendants de leurs fournisseurs, et poussés à un endettement très fort. Il démontre aussi que le productivisme a fait perdre à l'Europe son indépendance alimentaire, contrairement aux idées reçues.

## La «Méthode Pochon»
André Pochon propose des solutions alternatives à l'élevage intensif : élevage des vaches sur prairies (à base de trèfle blanc) et des porcs sur paille. Le succès de ce modèle poussera l'INRA à développer quelques programmes de recherche sur le trèfle blanc dans les années 1980. 
Pochon rappelle les vertus de la paille qui, mélangée aux excréments des animaux, donne du fumier. En contraste, le lisier produit par l'élevage hors-sol présente des propriétés agronomiques bien inférieures et pose des problèmes d'épandage.
Les fermes qui suivent cette méthode ont des résultats économiques égaux voire supérieurs aux fermes dites « conventionnelles » bien qu'elles perçoivent moins d'aide de la Politique agricole commune. Par ailleurs ces systèmes ont des performances écologiques bien supérieures : elles consomment beaucoup moins de produits phytosanitaires et d'engrais azotés.
Ces expériences démontrent la viabilité économique d'alternatives qui respectent l'environnement.

### Cahier des charges
- Respecter l'équilibre sol, plantes, animaux : une région agricole doit avoir suffisamment de cultures pour nourrir son bétail (il ne doit pas y avoir trop d'importations d'aliments) et suffisamment de bétail pour « recycler » les pailles sous forme de fumier.
- Un assolement (ou rotation culturale) basé sur la prairie (trois-quarts des parcelles) avec des plantes adaptées au climat.
- Élevage exclusivement sur paille : pas d'élevage hors-sol pour ne pas avoir de lisier et prendre en compte le bien-être animal.

## Vie associative
En 1982, dans le but de promouvoir l'agriculture durable, André Pochon a fondé avec six autres collègues le CEDAPA, association bretonne intégrée au sein du Réseau CIVAM.
Il milite également pour l'association briochine Vivarmor nature.